# Картонный собор
Картонный собор (англ. Cardboard Cathedral) — кафедральный собор, располагающийся в Крайстчерче, Новая Зеландия. Характерной особенностью является то, что он построен из картона.

## Предыстория
В середине февраля 2011 года во втором по величине городе Новой Зеландии Крайстчерче произошло разрушительное землетрясение магнитудой 6,3, которое почти полностью сровняло с землёй центральную часть города. В результате погибли 159 человек. Были разрушены многие здания, а несколько районов стали непригодны для проживания. Практически полностью оказался разрушен один из архитектурных символов города — кафедральный собор Крайстчерча. Колокольня со шпилем рухнула, засыпав обломками соборную площадь.
2 марта 2012 года было объявлено о сносе кафедрального собора. Епископ Виктория Мэттью сказала, что решение продиктовано соображениями безопасности под давлением Кентерберийского общества по борьбе с последствиями землетрясений, обратившего внимание на возможное дальнейшее разрушение здания.

## Проект
16 апреля 2012 года представители англиканской церкви объявили о намерении построить новый собор взамен разрушенного во время землетрясения англиканского собора Церкви Христовой, построенного в XIX веке. Как сообщила англиканский епископ Новой Зеландии Виктория Мэттью, «снести старый собор было трудным решением, но новый станет для христиан символом жизни». Проект временного собора был бесплатно разработан японским архитектором Сигэру Баном. По этому проекту, в строительстве должны быть использованы бумага, картон, деревянные балки, конструкционная сталь. По словам Бана, здание будет водонепроницаемым, надежным, устойчивым к огню. Собор будет располагаться на площади Латимер, рядом с Кафедральной площадью, на которой находилась снесённая после землетрясения церковь Святого Иоанна. Общая стоимость строительства оценена в 5,3 миллиона новозеландских долларов.

## Строительство
Место строительства собора на углу Херефорд-стрит и Мадрас-стрит, в нескольких кварталах от Кафедральной площади, было освящено в апреле 2012 года, а строительство началось 24 июля 2012 года. Ранее, в марте, строители уже начали снос руин, оставшихся от прежнего здания. По словам иерархов, демонтаж будет произведен «с предельной осторожностью и почтением». Однако решение о сносе старого и постройке нового собора вызвало споры. Австралийские политики-консерваторы, с целью сохранить как можно больше исторических зданий, выступили за пересмотр вопроса о сносе.
Картонный собор был спроектирован и построен всего за год и является самой крупной постройкой Сигэру Бана из картона. По словам архитектора, собор не будет разрушен даже в случае землетрясения, потому что «прочность здания не зависит от прочности материала».
Картонный собор открыл свои двери для прихожан 6 августа 2013 года.

## Конструкция и использование
Собор высотой 24 метра в форме буквы «А» построен из труб прессованного картона диаметром 60 сантиметров, установленных на железобетонном фундаменте. Для укрепления строения вместо стен были использованы грузовые контейнеры, деревянные балки, конструкционная сталь для опор. Для гидроизоляции и огнестойкости трубы покрыты полиуретаном, а двускатная крыша сделана из лёгкого синтетического материала — поликарбоната. Фасад храма украшен большим треугольным витражом, составленным в свою очередь из треугольных секций цветного стекла. Фрагменты изображений на стёклах витража повторяют рисунки из окон старого собора. 
- Собор с окружением
- Вид на выход
- Места для прихожан
- Структура здания: трубы и деревянные балки

По словам архитектора Сигэру Бана, новый кафедральный собор вмещает до 700 верующих и прослужит англиканской общине около 50 лет. За это время община сможет себе построить постоянный каменный храм взамен разрушенного. Декан местной англиканской общины Линда Паттерсон сказала, что «старый кафедральный собор был символом города, и мы думаем, что новый станет символом возрождения Крайстчерча».
В новом соборе проходят службы и музыкальные вечера, также здесь можно обвенчаться.